# Proceso de pacificación de Mokotów

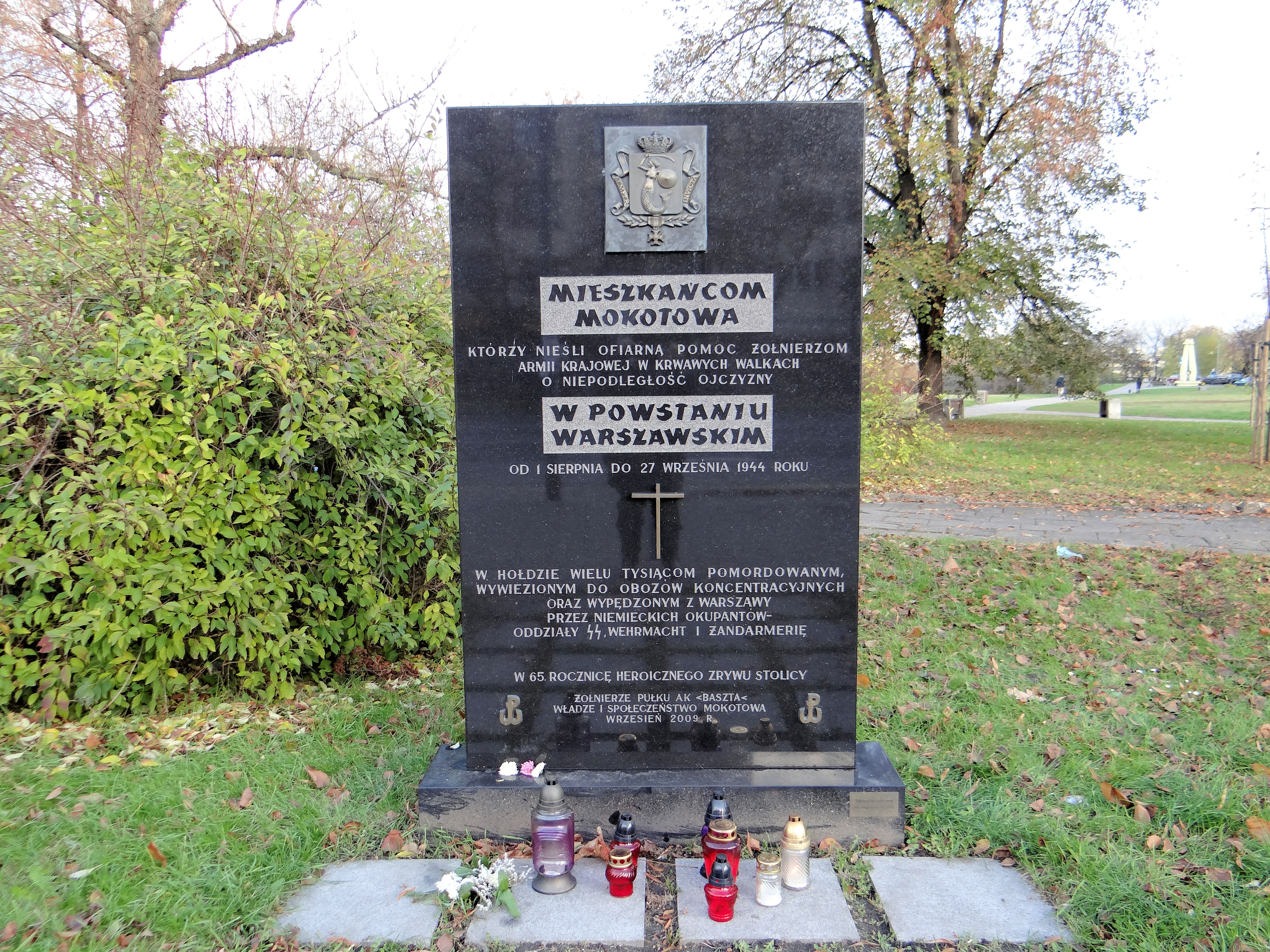
Placa dedicada a la población civil de Mokotów, asesinada y expulsada por los alemanes durante el Levantamiento de Varsovia.

Proceso de pacificación de Mokotów fue una ola de asesinatos en masa, robos, incendios y violaciones que se extendió por el distrito de Mokotów durante el Levantamiento de Varsovia en 1944. Los crímenes contra prisioneros de guerra y civiles del distrito fueron cometidos por los alemanes hasta la capitulación de Mokotów el 27 de septiembre de 1944, aunque la mayor intensidad se observó en los primeros días del levantamiento.

## Crímenes alemanes en el primer día del levantamiento
El 1 de agosto de 1944, a las 5 de la tarde, los soldados del Ejército Nacional atacaron los edificios alemanes en todos los distritos de la Varsovia ocupada. Ese día, las unidades del Distrito V del Ejército Nacional Mokotów sufrieron grandes pérdidas durante los ataques fallidos contra los puntos de resistencia alemanes fuertemente reforzados en la calle Rakowiecka y Puławska. Los insurgentes tampoco consiguieron muchos otros objetivos, como los cuarteles en las escuelas en las calles Kazimierzowska y Woronicza, Fortaleza Mokotów, o el hipódromo de Służewiec. Como resultado de esta derrota, una parte significativa de las unidades del Distrito V se retiraron a Las Kabacki (en español, el Bosque Kabaty). Cinco compañías del regimiento Baszta bajo el mando del teniente coronel Stanislaw Kaminski Daniel, por otra parte, plantaron bloques de pisos en las calles de cuatro lados: Odyńca - Goszczyński - Puławska - Aleja Niepodległości. Sin embargo, en los días siguientes los insurgentes lograron ampliar sus posesiones y organizar un fuerte centro de resistencia en el Alto Mokotów.
Ya en la noche del 1 al 2 de agosto de 1944, las unidades de las SS, la policía y las Wehrmacht cometieron una serie de crímenes de guerra en Mokotów. Los insurgentes, llevados cautivos, fueron ejecutados, los heridos rematados. Al mismo tiempo, los alemanes ignoraron el hecho de que los soldados del Ejército Nacional llevaban a cabo la lucha a lucha de manera abierta y tenían los signos militares previstos en la ley, y por lo tanto lucharon de acuerdo con la Convención de La Haya. Entre otros, fueron asesinados todos los soldados polacos capturados durante el ataque a puntos de la resistencia alemana en la calle Rakowiecka y varias decenas de prisioneros de guerra del batallón Karpaty del Ejército Nacional, que atacaron el hipódromo de Służewiec. Los alemanes también fusilaron al menos a 19 heridos y capturaron a insurgentes del batallón Olza del Ejército Nacional, que fue destruido durante el ataque a la Fortaleza Mokotów. Algunas de las víctimas fueron enterradas vivas, lo que fue confirmado por los resultados de la exhumación realizada en 1945.
Esta noche también tuvieron lugar los primeros asesinatos de la población civil de Mokotów. Después de la repulsa del ataque polaco, los soldados de la Luftwaffe pertenecientes al personal de Fliegerhorst-Kommandantur Warschau-Okecie (en español: Comando del Aeropuerto Militar Okęcie) reunieron casi 500 civiles en el territorio de Fortaleza Mokotów. Los desplazamientos fueron acompañados de ejecuciones sumarias. Muchos habitantes de las calles Bachmacka, Baboszewska y Syryńska fueron asesinados en ese momento. En la casa en la calle Racławicka 97, los alemanes reunieron casi catorce residentes en el sótano y luego los asesinaron con granadas. Los asesinatos de prisioneros y civiles fueron ordenados por el comandante de la guarnición Okęcie, general Doerfler.

## Orden de Hitler sobre la destrucción de Varsovia y su implementación en Mokotów
Ante la noticia sobre el estallido del levantamiento, Hitler dio una orden oral al Reichsführer-SS Himmler y al Jefe de Estado Mayor del Comando Supremo de las Fuerzas de Tierra (OKH), el general Heinz Guderian, de igualar Varsovia con el suelo y asesinar a todos sus habitantes. Según el SS-Obergruppenführer Erich von dem Bach-Zelewski, que fue nombrado comandante de las fuerzas designadas para reprimir el levantamiento, la orden era más o menos la siguiente: Cada habitante debe ser asesinado, ningún prisionero debe ser tomado. Varsovia será arrasada hasta los cimientos y de esta manera se creará un ejemplo aterrador para toda Europa. La orden de Hitler de destruir Varsovia también fue dada a los comandantes de la guarnición alemana en Varsovia. El SS-Oberführer Paul Otto Geibel, comandante de las SS y la policía (SS-und Polizeiführer) del distrito de Varsovia, testificó después de la guerra que en la noche del 1 de agosto, Himmler le ordenó por teléfono: Hay que destruir decenas de miles. El 2 de agosto, el comandante de la guarnición de Varsovia, el general Reiner Stahel, ordenó a las unidades de la Wehrmacht subordinadas a él que asesinaran a todos los hombres considerados insurgentes reales o potenciales y que tomaran rehenes de la población civil (incluyendo mujeres y niños).
En ese momento, Mokotów estaba tripulado por unidades alemanas bastante fuertes, entre otros el tercer batallón de Granaderos Blindados de las SS en los cuarteles de la calle Rakowiecka (SS-Stauferkaserne), baterías de artillería antiaérea en el Pole Mokotowskie, unidades de la Luftwaffe apresuradas en la Fortaleza de Mokotów y cuarteles de artillería antiaérea en la calle Puławska (Flakkkaserne), y una unidad de gendarmería en el edificio de mando del distrito en la calle Dworkowa. A pesar de ello, la realización de la orden de exterminio de Hitler no trajo resultados tan trágicos en Mokotów como en Wola, Ochota o en Śródmieście Sur. El distrito se consideraba una zona periférica, por lo que durante mucho tiempo los alemanes no llevaron a cabo acciones ofensivas importantes allí. Sin embargo, las tropas alemanas, comportándose pasivamente con los insurgentes, masacraron a los civiles polacos que estaban a su alcance. También se quemaron casas y se saqueó y violó a mujeres. Los supervivientes fueron expulsados de sus hogares y enviados al campo de tránsito de Pruszków, desde donde muchas personas fueron deportadas más tarde a campos de concentración o enviadas a trabajos forzados en las profundidades de Alemania nazi.

### Masacre en la prisión de Mokotów

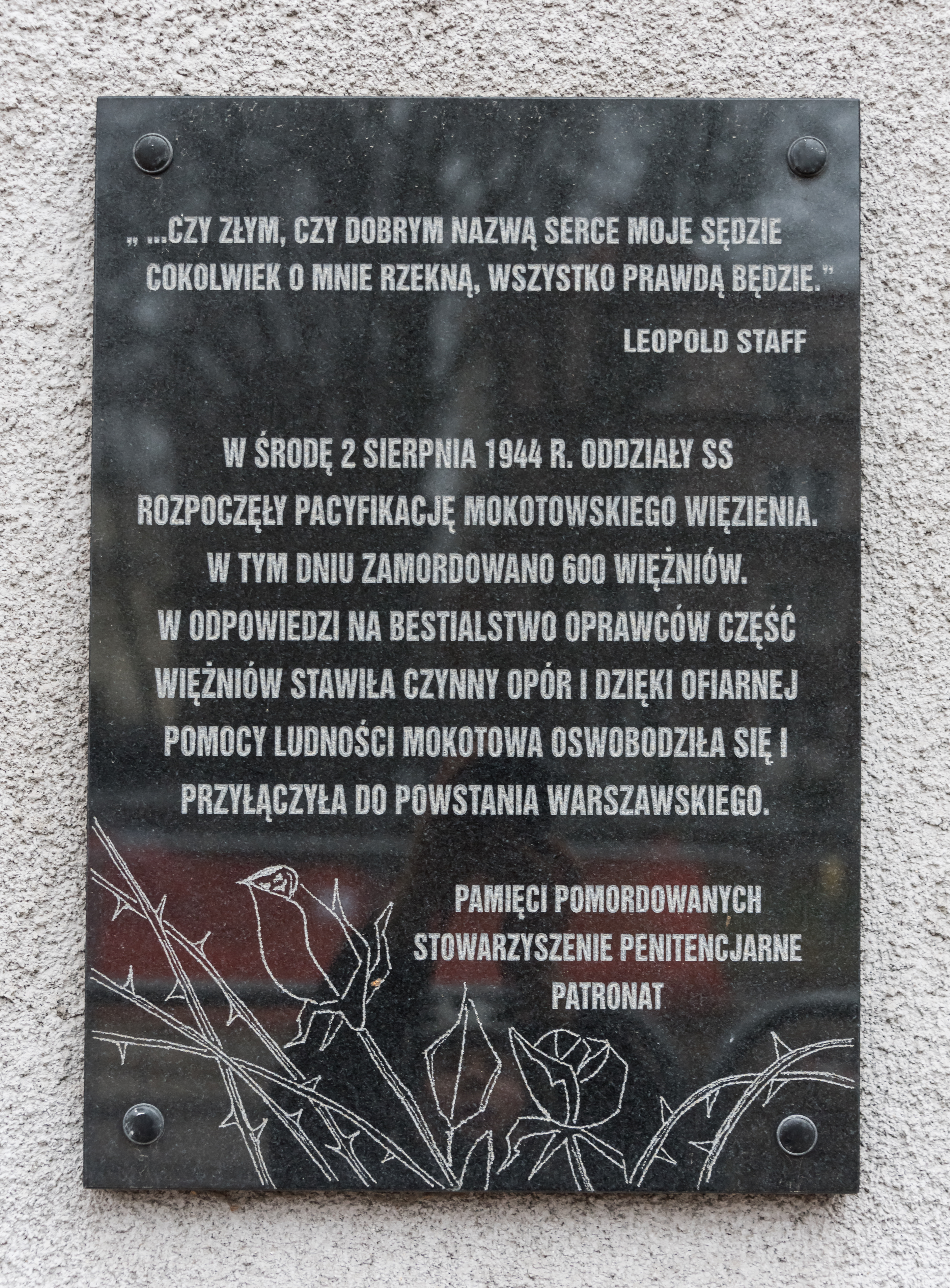
Placa conmemorativa en la pared de la prisión de Mokotów

Cuando estalló el levantamiento, había 794 presos en la prisión de Mokotów, en la calle Rakowiecka 37, entre ellos 41 menores. El 1 de agosto, el edificio fue atacado por soldados del Ejército Nacional que lograron entrar a la prisión y ocupar el edificio administrativo, pero no pudieron llegar a los edificios penitenciarios.
El 2 de agosto, el inspector del tribunal Kirchner, que era el jefe de la prisión, fue convocado al cuartel cercano de las SS en la calle Rakowiecka 4. El SS-Obersturmführer Martin Patz, el comandante del 3er Batallón de Granaderos Blindados de las SS, le dijo que el general Reiner Stahel había ordenado la liquidación de todos los prisioneros. Esta decisión también fue aprobada por el SS-Oberführer Geibel, que además ordenó la ejecución de guardias polacos. En ese momento, Kirchner redactó un informe de toma de posesión, según el cual puso a disposición de Patz a todos los presos de la prisión. El mismo día, por la tarde, una unidad de las SS entró en la prisión. Cerca de 60 presos fueron obligados a cavar tres tumbas colectivas en el patio de la prisión, después de lo cual les fusilaron con ametralladoras. Entonces los alemanes comenzaron a sacar a los prisioneros restantes de las celdas y a asesinarlos sobre las tumbas cavadas. Más de 600 personas encarceladas en la prisión de Mokotów murieron durante las varias horas de ejecución.
La masacre que tuvo lugar en el patio de la prisión era perfectamente visible desde las ventanas de las celdas, y los prisioneros que la observaban se dieron cuenta de que habían sido sentenciados a muerte y que no tenían nada que perder. Los prisioneros de las unidades 6 y 7 del segundo piso decidieron dar un paso desesperado y atacaron a los atormentadores. Luego, por la noche y con la ayuda de la población de las casas cercanas, de 200 a 300 prisioneros lograron llegar al territorio controlado por los insurgentes.

### Masacre en el monasterio jesuita en la calle Rakowiecka

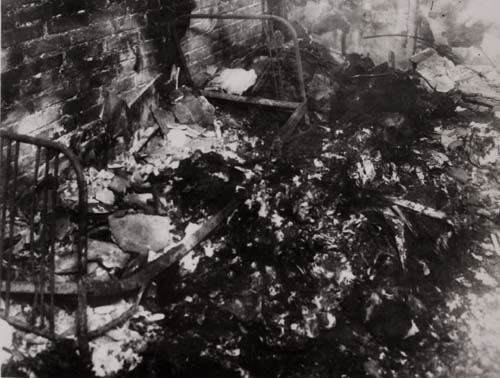
Monasterio jesuita en Mokotów - lugar de la masacre

El primer día del levantamiento, la Casa de Escritores de la Compañía de Jesús en la calle Rakowiecka 61 no fue incluida en la lucha. Una docena de civiles se escondieron en el monasterio porque los disparos les impidieron volver a casa. En la mañana del 2 de agosto, la Casa de Escritores fue disparada con armas antiaéreas alemanas desde el cercano Pole Mokotowskie, y poco después una unidad de 20 soldados de las SS, probablemente enviada desde la cercana Stauferkaserne, lo invadió. Los oficiales de las SS acusaron a las personas que se encontraban en el monasterio de disparar a los soldados alemanes desde el edificio. Después de una búsqueda superficial, que no condujo a encontrar ninguna prueba que apoyara estas acusaciones, los alemanes condujeron al padre Edward Kosibowicz, superior del monasterio, fuera del edificio, supuestamente para dar explicaciones adicionales en el mando. De hecho, fue asesinado con un disparo en la nuca en el Pole Mokotowskie.
Después de algún tiempo, otros polacos fueron amontonados en una pequeña habitación situada en el sótano del monasterio, tras lo cual fueron lanzados con granadas. Luego, la matanza metódica de los heridos duró muchas horas. Más de 40 personas fueron víctimas de la masacre, incluyendo 8 sacerdotes y 8 hermanos de la Compañía de Jesús. Los cuerpos de los asesinados fueron rociados con gasolina y quemados. Catorce personas (en su mayoría heridos) sobrevivieron y después de que los alemanes se fueron, lograron salir de la pila de cadáveres y escapar del monasterio.

### Asesinato de la población civil

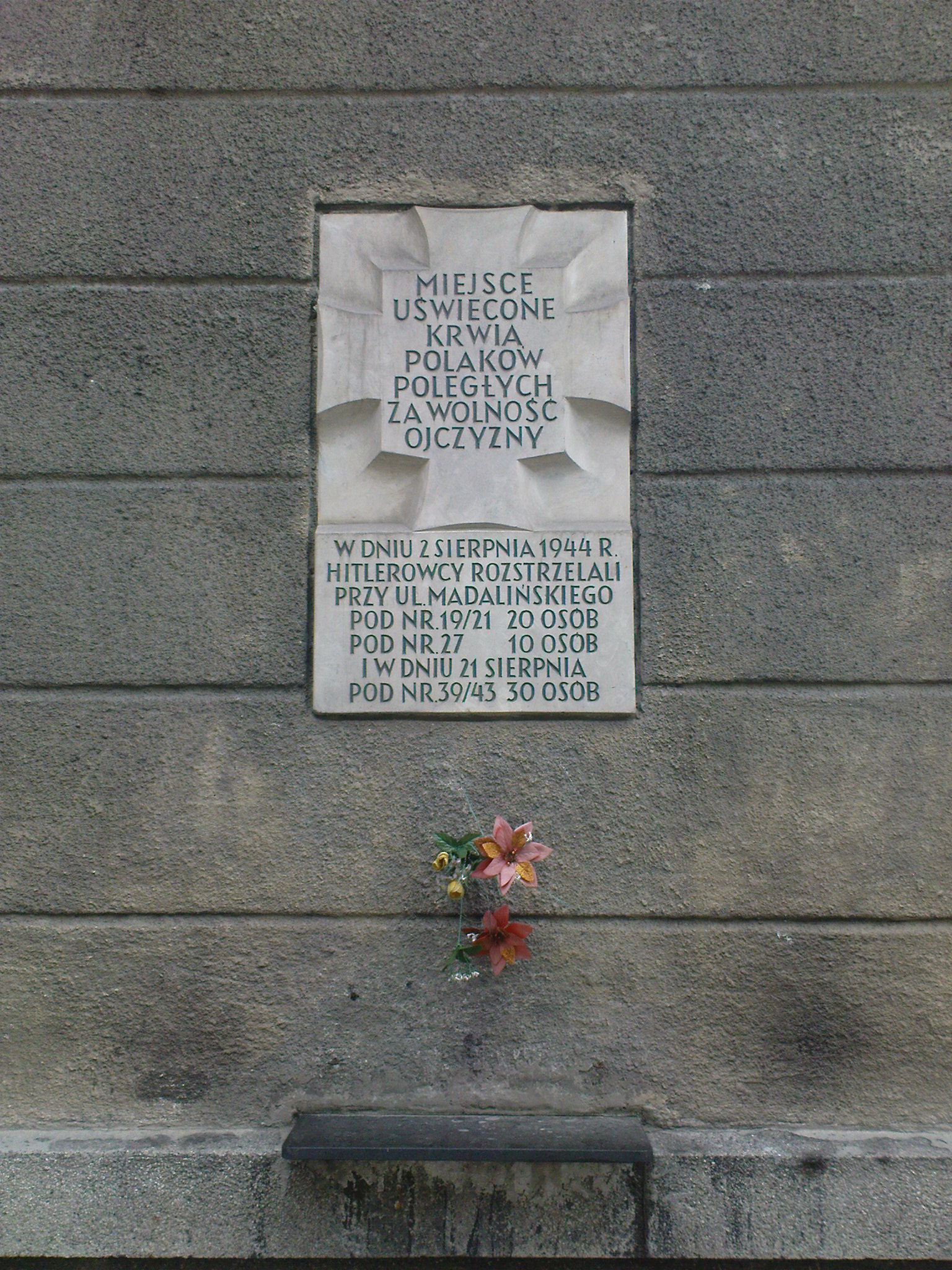
Placa que conmemora a los habitantes asesinados de la calle Madalińskiego

En los primeros días de agosto, las tropas alemanas en Mokotów -tanto las unidades de las SS y la policía, como la Wehrmacht- hicieron repetidas veces ataques para aterrorizar a la población civil polaca. Estas acciones solían ir acompañadas de ejecuciones sumarias combinadas con la quema de casas. El 2 de agosto, los oficiales de las SS del cuartel de la calle Rakowiecka fueron a la calle Madaliński, donde empezaron a asesinar a civiles. En ese momento, al menos varias decenas de residentes de las casas número: 18, 20, 19/21, 22, 23 y 25 (en su mayoría hombres) fueron fusilados. Seis residentes de la casa de la calle Kazimierzowska 76 también fueron asesinados (tres de ellos eran mujeres y un bebé). En una casa en la calle Madalińskiego 27, los alemanes encerraron a diez hombres en una pequeña carpintería, donde fueron quemados vivos.

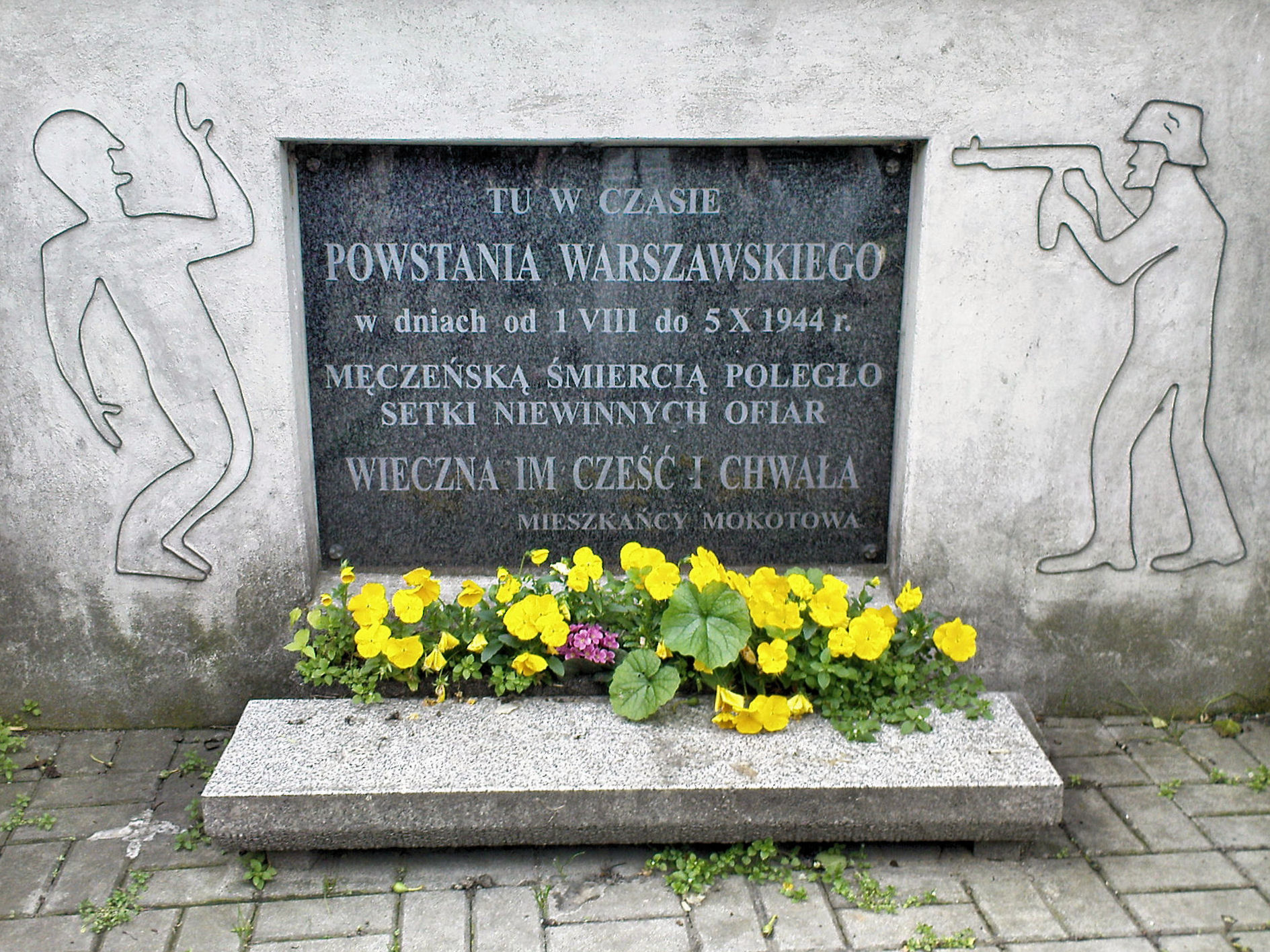
Placa que conmemora a las víctimas de la ejecución en las escaleras en la calle Dworkowa

El 3 de agosto, el SS-Oberführer Geibel, después de reforzar con varios tanques la unidad de gendarmería militar del comando del distrito en la calle Dworkowa, ordenó que se llevara a cabo un asesinato de civiles en la zona de la calle Puławska. Los gendarmes comandados por el Oberleutnant Karl Lipscher hicieron un ataque terrorista, moviéndose a lo largo de la calle Puławska en dirección sur. En la calle Szustra (actualmente Jarosława Dąbrowskiego) fusilaron a unos 40 residentes de las casas número 1 y 3. Luego llegaron a la calle Boryszewska, disparando a los civiles que escapaban, cuyos cuerpos llenaron la calle Puławska y sus calles transversales. Ese día, la mayoría de los residentes de las casas ubicadas en el cuadrilátero Puławska - Belgijska - Boryszewska - Wygoda fueron asesinados. Al menos 108 residentes de casas en la calle Puławska número 69, 71 y 73/75 y varias docenas de residentes de casas en la calle Belgijska murieron entonces. Muchas mujeres y niños fueron asesinados. A su vez, los alemanes y sus colaboradores ucranianos sacaron a más de 150 personas de las casas en la calle  Puławska 49 y 51, en mayoría fueron mujeres y niños. Los detenidos fueron colocados en los grupos formados por tres personas y conducidos al cuartel general de la gendarmería en la calle Dworkowa. Cuando la columna alcanzó el borde de skarpa, hasta las escaleras que conducían hacia la calle Belwederska (hoy el parque Morskie Oko), los alemanes movieron las barreras de alambre de púas, sugiriendo que permitían que los civiles cruzaran el territorio controlado por los insurgentes. Algunos de los miembros del grupo ya habían bajado las escaleras cuando los gendarmes abrieron fuego inesperadamente con ametralladoras. Alrededor de 80 personas murieron, incluyendo muchos niños. Durante la ejecución, Edward Malicki (vel Maliszewski), un sirviente de la gendarmería volksdeutsch, se comportaba con especial crueldad. Además, en su casa, en la calle Bukowińska 25, los aviadores alemanes asesinaron entre 10 y 13 personas ese día.

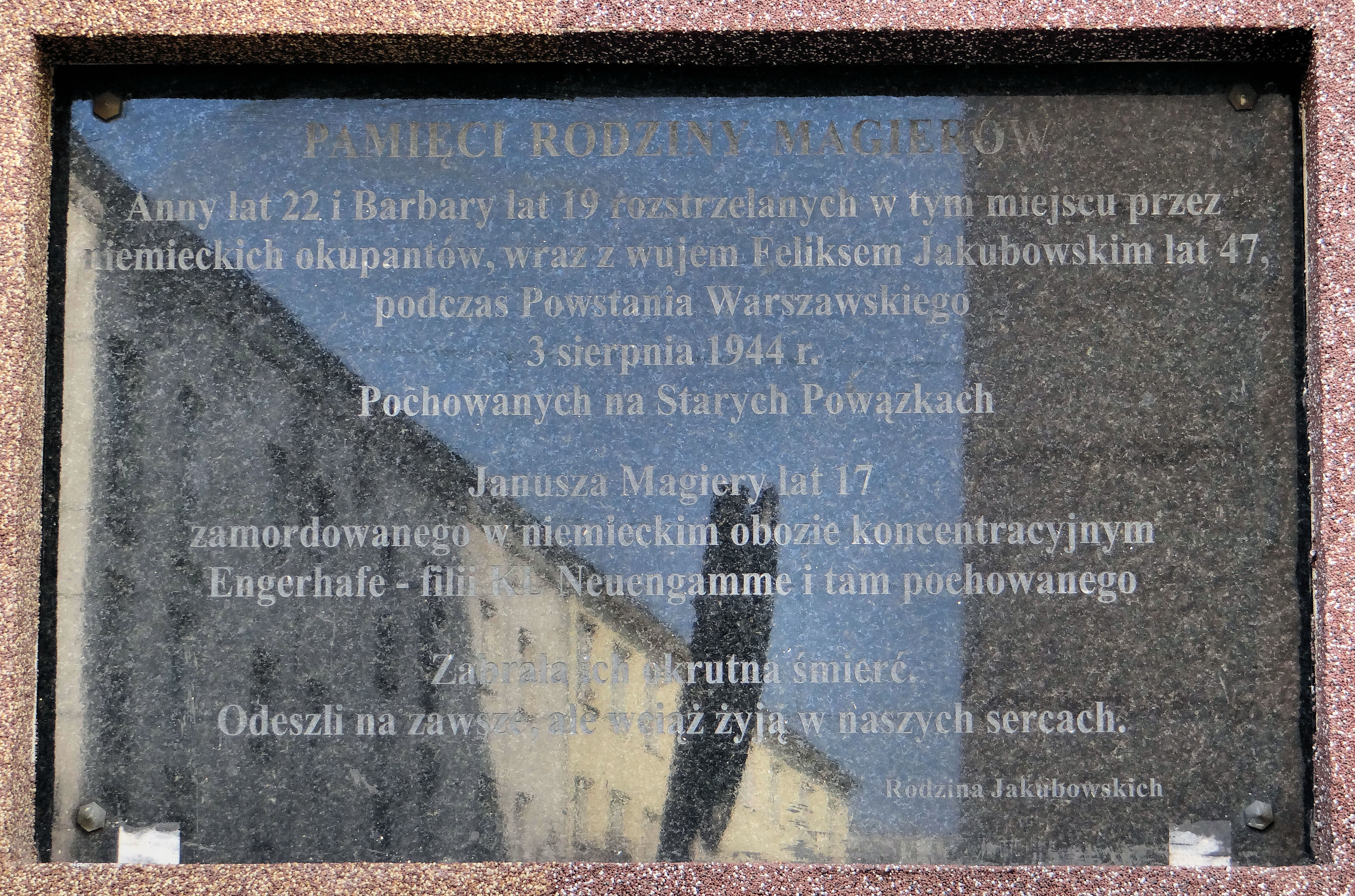
Placa que conmemora a los miembros de la familia Magier asesinados en la ejecución en la calle Puławska

El 4 de agosto, por la mañana, dos compañías del regimiento Baszta atacaron sin éxito al mando de la gendarmería en la calle Dworkowa. Tras el rechazo de los rebeldes, los alemanes decidieron vengarse de la población civil. Los gendarmes de Dworkowa, apoyados por una unidad de colaboradores ucranianos de la escuela de la calle Pogodna, rodearon herméticamente a una pequeña calle Olesińska (situada frente al comando de la gendarmería). Varios centenares de residentes de las casas número 5 y 7, fueron llevados a los sótanos y después asesinados con granadas. Los que trataban de salir de los sótanos convertidos en tumbas colectivas eran matados con el fuego de las ametralladoras. Entre 100 y 200 personas fueron víctimas de la masacre. Fue uno de los mayores crímenes alemanes cometidos en Mokotów durante el Levantamiento de Varsovia.
El 4 de agosto, los alrededores de la calle Rakowiecka también fueron pacificados. Los hombres de las SS del cuartel de Stauferkaserne y los aviadores del cuartel de la calle Puławska entraban a las casas, lanzando granadas y disparando a la gente que abría las puertas. En ese momento, unos 30 residentes de las casas en la calle Rakowiecka número 5, 9 y 15 y al menos 20 residentes de las casas en la calle Sandomierska número 19/21 y 23 fueron asesinados. Las dos mujeres heridas fueron dejadas en llamas por los aviadores en una casa de vecindad.
Los alemanes también cometieron varios crímenes contra la población de Mokotów el 5 de agosto. Por la noche, hombres de las SS y policías enviados desde la sede de Sicherheitspolizei en la avenida Szucha rodearon un barrio de casas, cerrado con las calles Puławska - Skolimowska - Chocimska - el mercado de Mokotów. Luego asesinaron a unos 100 residentes de las casas de la calle Skolimowska número 3 y 5 y a unos 80 residentes de la casa de la calle Puławska 11. Entre las víctimas se encontraban varios insurgentes escondidos, entre ellos el capitán Leon Światopełk-Mirski Leon - el comandante de la Tercera Región en el Distrito V del Ejército Nacional Mokotów. Los cuerpos de los fusilados fueron rociados con gasolina y quemados. El mismo día, aviadores alemanes también asesinaron de 10 a 15 personas escondidas en un refugio en la calle Bukowińska 61.
En los días siguientes, los alemanes continuaron incendiando las casas y desplazando a la población de los barrios de Mokotów que habían ocupado. También hubo casos de ejecuciones de civiles. El 11 de agosto, unos 20 residentes de una casa de vecindad en la Avenida Niepodległości  132/136 (incluyendo varias mujeres) fueron asesinados. El 21 de agosto, fueron fusilados unos 30 residentes de la casa en la calle Madalińskiego 39/43, y al día siguiente, 7 residentes de la casa en la calle Kielecka 29A. Existen también unas relaciones que demuestran que a finales de agosto y principios de septiembre de 1944, en la zona de los jardines de la calle Rakowiecka, los alemanes ejecutaron a casi 60 civiles, entre ellos mujeres, ancianos y niños.

### Crímenes en la zona de Stauferkaserne

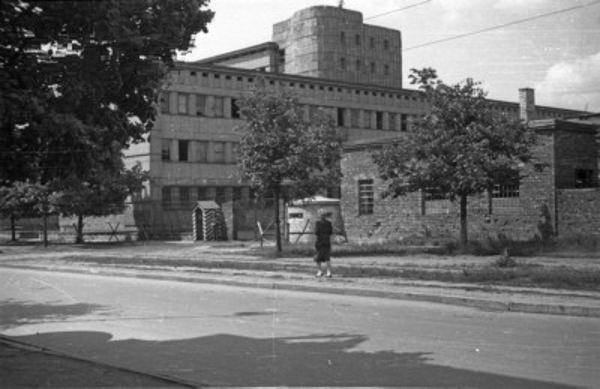
Stauferkaserne - vista desde la calle Rakowiecka, esquina con la calle Kazimierzowska

A partir del 2 de agosto, los alemanes expulsaron a la población polaca de los barrios de Mokotów que habían ocupado. Los enormes cuarteles de las SS en la calle Rakowiecka 4 (así llamados SS-Stauferkaserne) fueron convertidos en una prisión provisional. Los hombres, que eran tratados como rehenes y sometidos a los rigores del campo, eran detenidos principalmente allí. Los polacos encarcelados en Stauferkaserne fueron mantenidos en condiciones inhumanas y tratados con gran brutalidad. Los reclusos recibían raciones mínimas de alimentos (por ejemplo, el primer grupo de reclusos recibía alimentos sólo después de un día). Los golpes continuos también eran frecuentes. Los detenidos fueron obligados a realizar trabajos debilitantes, que incluían, entre otras cosas, la limpieza de letrinas con a manos, el desmantelamiento de barricadas insurgentes, la limpieza de tanques, el enterramiento de cadáveres, el trabajo en tierra en cuarteles (por ejemplo, la excavación de zanjas), la limpieza de calles o el traslado y carga de los bienes robados por los alemanes en automóviles. Muchas de estas obras tenían como único objetivo el agotamiento y la humillación de los detenidos. Las difíciles condiciones de vida y de trabajo pronto llevaron al agotamiento total de los prisioneros. Una epidemia de disentería también estalló entre ellos.
Durante el levantamiento, los alemanes asesinaron al menos a 100 polacos en Stauferkaserne. Entre otras cosas, el 3 de agosto, los alemanes eligieron al azar del grupo de prisioneros a unos 45 hombres, a los que luego sacaron en conjuntos de 15 y dispararon fuera del cuartel. Al día siguiente, unos 40 hombres de una casa situada en la esquina de la calle Narbutta y Niepodległości fueron asesinados en el patio del cuartel. Las ejecuciones individuales, normalmente ordenadas por el SS-Obersturmführer Patz, también tenían lugar a menudo en los cuarteles. Hay un caso conocido de ahorcamiento de un prisionero en público. Además, algunos de los hombres encarcelados en Stauferkaserne fueron deportados por las budy de la Gestapo en una dirección desconocida y desaparecieron sin ningún rastro. Probablemente fueron asesinados en las cercanías del cuartel general de Sipo en la avenida Szucha. Por otra parte, las mujeres de Mokotów encarceladas en los cuarteles fueron conducidas delante de los tanques hacia las barricadas de los insurgentes.

## Proceso de pacificación de Sadyba
Desde el 19 de agosto, el barrio Sadyba ha sido ocupada por unidades del Ejército Nacional procedentes de los Lasy Chojnowskie (en español, Bosques de Chojnowski). Sadyba, estando en manos polacas, protegió desde el sur las posiciones de los insurgentes en el Bajo Mokotów. El general Günther Rohr, que comandaba las fuerzas alemanas en los distritos meridionales de Varsovia, recibió del SS-Obergruppenführer Bach la tarea de conquistar el barrio, que debía ser el primer paso para expulsar a los insurgentes de las orillas del Vístula. A partir del 29 de agosto, las tropas alemanas atacaban a Sadyba. El barrio fue también fuertemente bombardeado por las fuerzas aéreas alemanas y disparado por artillería pesada. Al final, el 2 de septiembre, las tropas de Rohr atacando desde varios lados lograron controlar Sadyba por completo. Murieron unos 200 defensores. Sólo unos pocos soldados del Ejército Nacional lograron retirarse al territorio del Mokotów insurgente.
Después de dominar a Sadyba, los alemanes asesinaron a todos los insurgentes que habían sido llevados cautivos. Los heridos fueron rematados. También hubo una serie de crímenes contra civiles. Los soldados alemanes -especialmente los que pertenecían a las formaciones de infantería de la Luftwaffe- lanzaron granadas contra sótanos donde se escondían los civiles y llevaron a cabo ejecuciones provisionales, cuyas víctimas no sólo eran hombres jóvenes sospechosos de participar en el levantamiento, sino también mujeres, ancianos y niños. En una de las tumbas colectivas se encontraron los cuerpos de ocho mujeres desnudas con los brazos atados por alambre de púas. Después de la caída de Sadyba, fueron asesinados, entre otros, al menos 80 residentes de la calle Podhalańska, Klarysewska y Chochołowska. Una de las víctimas de la masacre fue Józef Grudziński, activista del movimiento popular, vicepresidente de la clandestina Rada Jedności Narodowej (en español, el Consejo de Unidad Nacional). Los testimonios de los testigos muestran que los soldados alemanes que asesinaron a los habitantes de Sadyba se referían a las órdenes del comando, que hablaba de la liquidación de todos los habitantes de Varsovia.
Después de la dominación final de Sadyba, los alemanes llevaron varios miles de civiles al territorio de Fort de Piłsudski, donde fueron salvados de la ejecución por la intervención de un general alemán. Probablemente fue el mismo SS-Obergruppenführer Bach quien escribió en su diario que estaba montando a lo largo de un grupo de miles de prisioneros y civiles y pronunciando flamantes discursos en los que les garantizaba la vida. Sin embargo, varios jóvenes sospechosos de participar en el levantamiento fueron asesinados en el terreno del fuerte.

## Caída de Mokotów

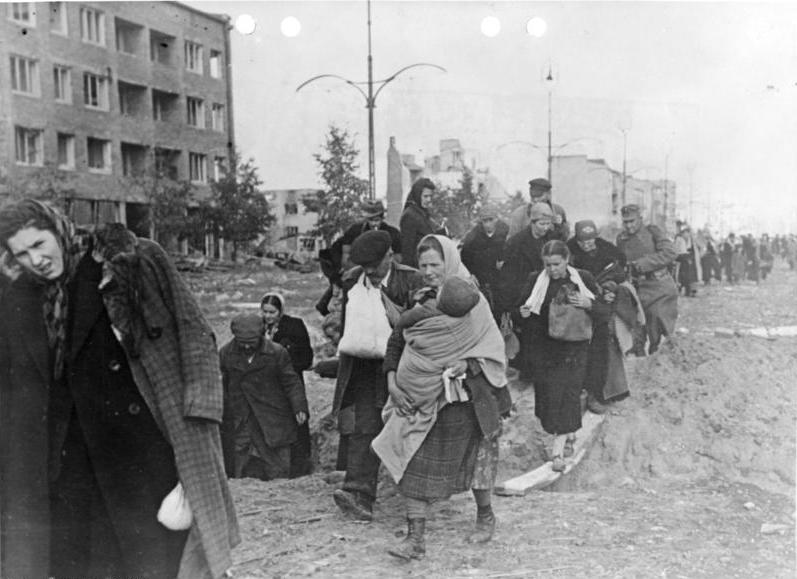
Población civil desalojada de Mokotów

El 24 de septiembre de 1944, las tropas alemanas hicieron un asalto general sobre el Alto Mokotów. Después de cuatro días de feroces combates, el distrito cayó. Del mismo modo que en otros distritos de Varsovia, los soldados alemanes asesinaban a los heridos y al personal médico en los hospitales insurgentes que conquistaron. El 26 de agosto, varios heridos que estaban en el hospital insurgente en la calle Czeczota 17 y en la enfermería en la calle Czeczota 19 fueron fusilados o quemados vivos. El mismo día, en el hospital insurgente en Aleja Niepodległości 117/119, los alemanes dispararon a la enfermera Ewa Matuszewska Mewa y asesinaron con granadas a un número desconocido de heridos. Después de la capitulación de Mokotów (27 de septiembre), el SS-Obergruppenführer Bach garantizó la vida a los insurgentes que habían sido llevados cautivos. A pesar de esto, los alemanes asesinaron a un número no establecido de polacos gravemente heridos en los sótanos de las casas en la calle Szustra (el tramo entre la calle Bałuckiego y la calle Puławska), e incendiaron el hospital insurgente en la calle Puławska 91, donde murieron más de 20 personas.
Los alemanes expulsaron brutalmente a los habitantes de los conquistados barrios de Mokotów, saqueándo y quemando todo. En la calle Kazimierzowska, más de 70 hombres fueron fusilados, sospechosos de participar en el levantamiento. Después de terminar la batalla, los alemanes reunieron a civiles junto con insurgentes heridos en el terreno de hipódromo de Służewiec, y luego los transportaron al campo de tránsito de Pruszków.

### Ejecución en la calle Dworkowa

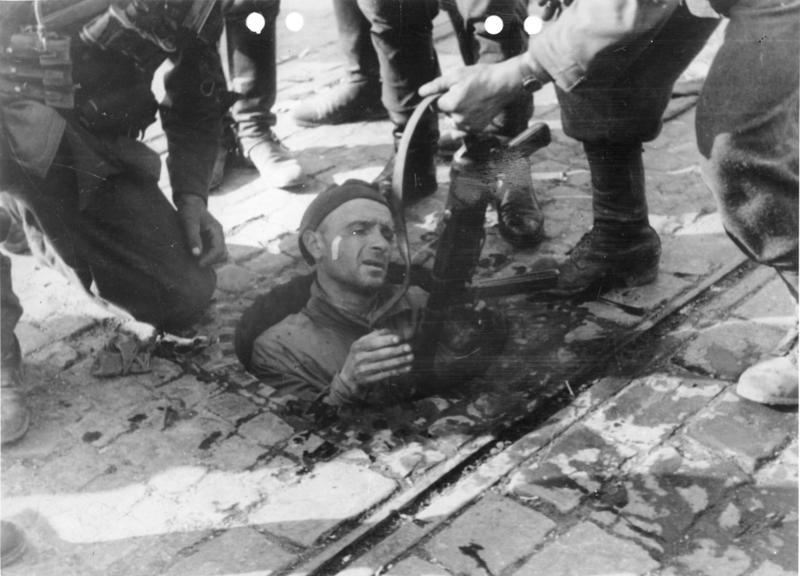
Uno de los insurgentes capturado cerca de la calle Dworkowa.

Después de unos días del asalto alemán se hizo evidente que la caída del distrito era inevitable debido a la enorme ventaja del enemigo. En la noche del 26 de septiembre, por orden del teniente coronel Józef Rokicki Daniel, comandante de la defensa de Mokotów, las unidades de la Décima División de Infantería del Ejército Nacional comenzaron la evacuación a través de las alcantarillas a Śródmieście, que todavía estaba en manos polacas.
Durante la caótica evacuación algunos de los insurgentes se perdieron en las alcantarillas y después de varias horas de dura marcha salieron equivocadamente por la alcantarilla en la zona ocupada por los alemanes. Los insurgentes y civiles capturados fueron llevados al comando de la gendarmería en la calle Dworkowa. Allí, los alemanes separaron a los civiles y a algunas enfermeras y las oficiales de enlace del resto de los capturados, mientras que a los soldados del Ejército Nacional que habían sido llevados cautivos se les ordenó arrodillarse cerca de la valla al borde de una escarpa cercana. Cuando uno de los insurgentes no soportó la tensión y trató de quitarle las armas a la guardia, los policías de Schutzpolizei fusilaron a todos los capturados soldados del Ejército Nacional. Unos 140 prisioneros fueron víctimas de la masacre.
Otros 98 insurgentes, capturados después de salir de las alcantarillas, fueron fusilados en la calle Chocimska. Antes de la ejecución, los alemanes torturaron a los prisioneros, obligándolos a arrodillarse con las manos arriba y golpeandolos con culatazos de los fusiles.

## Responsabilidad de los causantes
El 8 de agosto de 1944, o sea, durante el levantamiento, soldados del Ejército Nacional capturaron accidentalmente al SS-Untersturmführer Horst Stein, quien había estado dirigiendo la masacre en la calle Olesińska cuatro días antes. Stein fue llevado ante un corte marcial, que le sentenció a muerte. La sentencia fue ejecutada.
En 1954, Sąd Wojewódzki dla m. st. Warszawy (en español, Tribunal Administrativo de Varsovia) condenó a cadena perpetua a Paul Otton Geibel, un SS-Brigadeführer que tenía el mando oficial de las unidades de las SS y de la policía que cometieron varios crímenes en Mokotów en los primeros días de agosto de 1944. El 12 de octubre de 1966, Geibel se suicidó en la prisión de Mokotów. Dr. Ludwig Hahn -comandante SD y de la policía de seguridad en Varsovia, que, junto con Geibel, fue jefe de la defensa del distrito policial- vivió durante muchos años en Hamburgo bajo su verdadero nombre. Fue llevado a juicio en 1972 y fue condenado a 12 años de prisión tras un juicio que duró un año. Durante el proceso de revisión, el tribunal jurado de Hamburgo aumentó la pena a cadena perpetua (1975). Sin embargo, Hahn fue liberado en 1983 y murió tres años después.
En 1980, el tribunal de Colonia declaró al SS-Obersturmführer Martin Patz, comandante del 3er Batallón de Granaderos Blindados de las SS, culpable de asesinar a 600 prisioneros de la prisión de Mokotów y le condenó a 9 años de prisión. Karl Misling, que fue juzgado en el mismo juicio, fue condenado a 4 años de prisión.

## Comentarios
1. ↑  Junto con los muertos, los heridos gravemente, que aún estaban en el lugar de la ejecución, fueron quemados vivos.
2. ↑  El edificio de preguerra del Estado Mayor del Ejército Polaco.
3. ↑  También se les llamaba entonces Ogród Miasto Czerniaków.